# Bristol Seely
El Bristol Seely participó en un concurso del Ministerio del Aire para aviones civiles seguros celebrado en 1920. Era un biplano monomotor con capacidad para un pasajero. Después de la competición, el único Seely se utilizó como banco de pruebas para el programa de desarrollo del motor Bristol Jupiter.

## Diseño y desarrollo

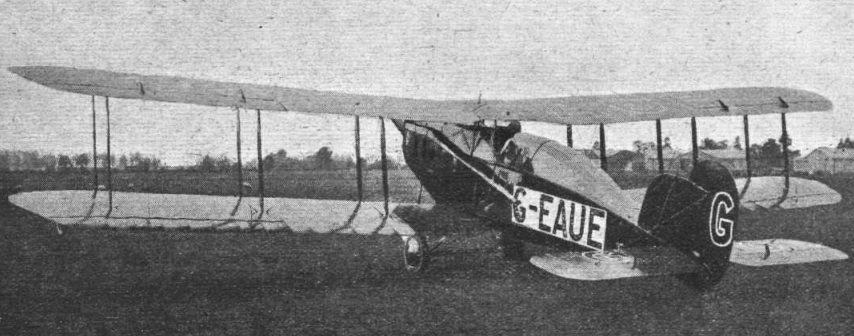
Bristol Seely en 1920.

El concurso de aviones civiles de 1920 hizo hincapié en la seguridad, en los términos de despegue corto y baja velocidad de aterrizaje, así como en carga útil y economía. Las reglas de la competición se publicaron en julio de 1919 y Bristol decidió que una modificación del Tourer era su mejor esperanza. El único pasajero estaba encerrado en una cabina inmediatamente detrás de la cabina abierta del piloto, con un techo elevado y ventanas en la cubierta donde había estado el segundo asiento en el Tourer. Además, se profundizó el fuselaje bajando los larguerillos inferiores y el piso hasta el larguero del ala inferior. Delante del piloto, los compartimentos del fuselaje fueron construidos con acero en lugar de largueros de madera. El tren de aterrizaje principal de un solo eje llevaba ruedas con frenos de disco; existía un patín central para evitar que el avión capotara y parachoques semicirculares debajo de las puntas de las alas. El patín de cola era orientable y estaba amortiguado.
El Seely era un biplano de tres vanos con mayor superficie alar que el Tourer, y con alerones en las alas superior e inferior. El timón estaba compensado por plano y el área del empenaje era generosa. Para la competición, estaba propulsado por un motor lineal Siddeley Puma de 180 kW (240 hp) refrigerado por agua, con un gran radiador en el morro, detrás de la hélice bipala de madera.
Solo había otros dos aviones en la competición, celebrada en RAF Martlesham Heath en agosto de 1920, el Westland Limousine y el Sopwith Antelope. Al final, el Westland fue el ganador.
Después de la competición, Bristol conservó el Seely para realizar tareas generales hasta 1923, cuando se convirtió en un banco de pruebas para el desarrollo del Jupiter, siendo comprado por el Ministerio del Aire para su uso en el Royal Aircraft Establishment. Fue equipado con un motor radial de nueve cilindros Jupiter III de 324 kW (435 hp) que movía una hélice Leitner-Watts bipala de acero. El Jupiter tenía un sobrealimentador accionado por el escape para mejorar el rendimiento a gran altitud, lo que elevaba el techo de servicio del Seely de 5490 m (18 000 pies) con el Puma a 8230 m (24 000 pies). A estas altitudes, la cabina cerrada proporcionaba al observador un bienvenido alivio contra los elementos.

### El nombre
Seely no es una palabra común en inglés, ni tampoco parece ser un nombre de lugar. El Oxford English Dictionary tiene una entrada marcada como obsoleta, excepto en dialecto: como muchas palabras, perdió sus significados positivos con el paso del tiempo, pero en inglés temprano (alrededor de 1200) podía significar puntual o afortunado/bendecido. Estas son características deseables de un avión de pasajeros, aunque no se sabe si Bristol tenía esto en mente.
Alternativamente, el nombre puede ser en honor a Jack Seely, que fue Secretario de Estado de Guerra desde junio de 1912 hasta marzo de 1914. Se le atribuye un gran interés por el recién creado Real Cuerpo Aéreo, fundado en mayo de 1912.

## Especificaciones (Puma)
Referencia datos: Barnes, 1970, p. 155

### Características generales
- Tripulación: Uno (piloto)
- Capacidad: Un pasajero
- Longitud: 9 m (29,5 ft)
- Envergadura: 14,4 m (47,2 ft)
- Altura: 3,7 m (12 ft)
- Superficie alar: 52,6 m² (566,2 ft²)
- Peso vacío: 907 kg (1999 lb)
- Peso cargado: 1360 kg (2997,4 lb)
- Planta motriz: 1× motor lineal de 6 cilindros refrigerado por agua Siddeley Puma.
  - Potencia: 180 kW (248 HP; 245 CV)
- Hélices: Bipala de paso fijo

### Rendimiento
- Velocidad máxima operativa (Vno): 177 km/h (110 MPH; 96 kt) a nivel del mar
- Techo de vuelo: 5485 m (17 995 ft)

## Aeronaves relacionadas

### Secuencias de designación
- Secuencia Numérica (interna de Bristol): ← 31 - 32 - 33 - 36 - 37 - 42 - 43 →